# Coccophagus flavoscutellum
Coccophagus flavoscutellum är en stekelart som beskrevs av William Harris Ashmead 1881. Coccophagus flavoscutellum ingår i släktet Coccophagus och familjen växtlussteklar. Inga underarter finns listade i Catalogue of Life.